# Parque Central de Nou Barris
El parque Central de Nou Barris (en catalán Parc Central de Nou Barris) es un parque urbano que se encuentra en el distrito de Nou Barris, en la ciudad de Barcelona. Tiene una extensión total de 17,7 hectáreas, siendo uno de los parques más grandes de la ciudad. 

## Historia y descripción

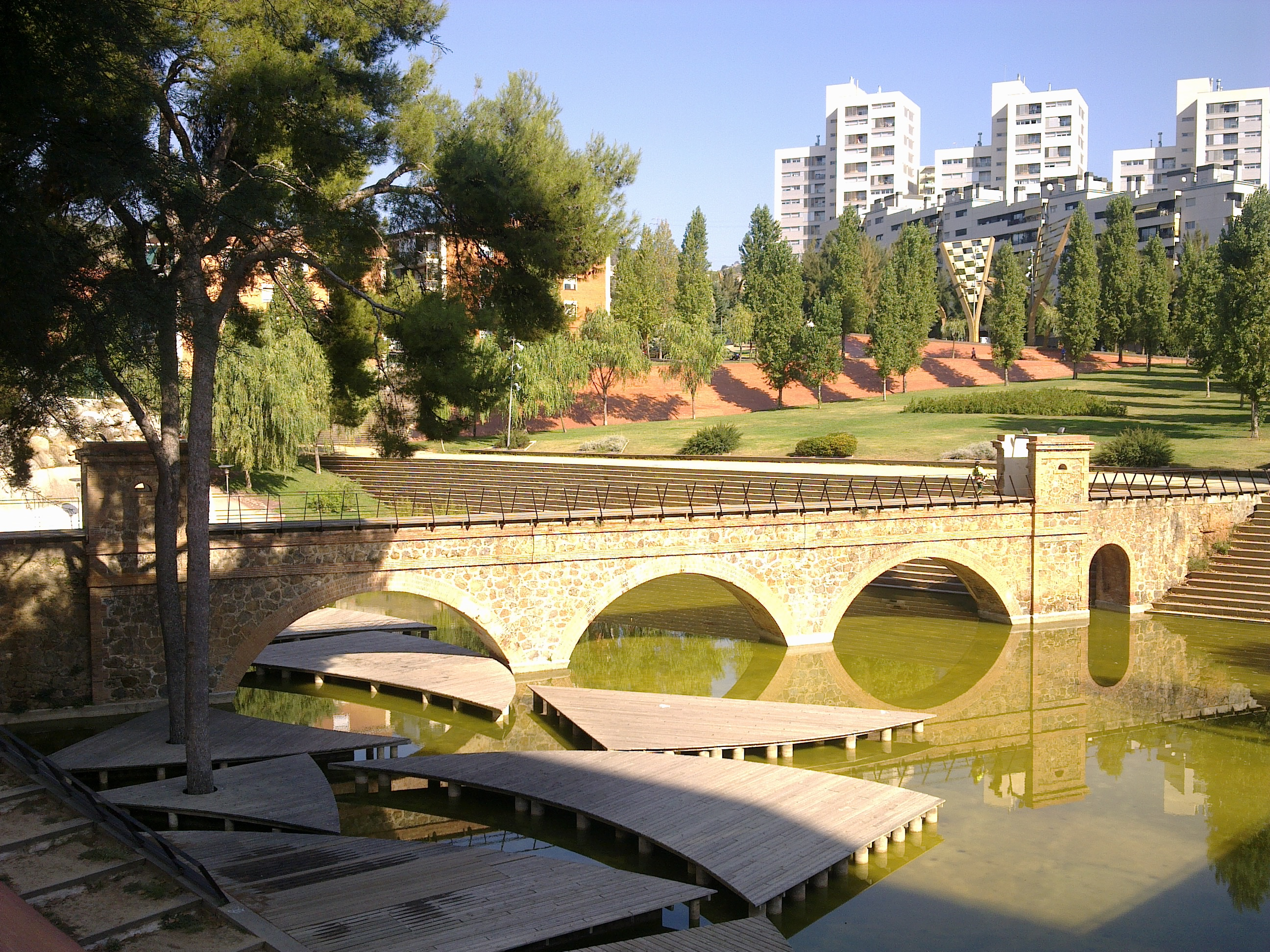
Acueducto de Dos Rius en la segunda fase del parque

Fue inaugurado en el año 1999 cuando se dio fin a la primera fase de construcción (1997-1999) con 77.986 m² de parque. Más tarde fue ampliado con una segunda fase (2000-2003) que añadió 88.652 m² de superficie al parque y su construcción finalizó en el año 2007 con una tercera fase de 10.615 m². Fue diseñado por los arquitectos Carme Fiol y Andreu Arriola. El parque fue galardonado con el premio de arquitectura International Urban Landscape Award el año 2007 en Frankfurt (Alemania).
Dentro del parque, en lo que abarcó su primera fase, se encuentra parte del antiguo Manicomio de la Santa Cruz (inaugurado en el año 1889, diseñado por el arquitecto Josep Oriol Bernadet siguiendo las directrices del doctor Emili Pi i Molist y con capacidad para 600 pacientes) hoy convertido en un recinto que alberga la Biblioteca Popular de Nou Barris, el Consejo Municipal del Distrito de Nou Barris, el Archivo Municipal del Distrito de Nou Barris y una comisaría de la Guardia Urbana. Al lado se encuentra un edificio finalizado en el año 1995 llamado Fòrum Nord de la Tecnologia que está en parte rodeado por un lago, y ocupado por diferentes empresas tecnológicas, un aparcamiento subterráneo, un bar-restaurante, aulas de Barcelona Activa y el Cibernarium.
Una gran zona verde, con dos lagos separados por el paseo de Fabra y Puig, fue creada durante la segunda fase del parque, la cual tiene un total de 1562 árboles y más de 500 arbustos, entre más de 30 especies diferentes; destacan chopos, acacias, magnolias, olivos, cipreses, algarrobos, encinas, pinos y palmeras. Además cabe mencionar un espacio triangular, cerca de la plaza Karl Marx, de 4500 m² con 130 palmeras de diferentes especies.
El parque cuenta con un depósito de retención y regulación de aguas pluviales, con la función de proteger la red de cloacas y evitar inundaciones en la zona. Se encuentra entre el Paseo Urrutia y la calle Villalba dels Arcs. Cuenta con una capacidad de 18.000 m³ y una profundidad de 5,3 metros.
En el parque también se encuentran las masías de Can Carreras (en la cual se invirtieron los 50.000 € conseguidos con premio International Urban Landscape Award del 2007) y Can Ensenya. También destaca parte del antiguo acueducto llamado Dos Rius que hoy pasa por encima de un lago, y que en el pasado cruzaba el torrente de Can Carreras además de unir Nou Barris con el distrito de Horta-Guinardó.

## Galería

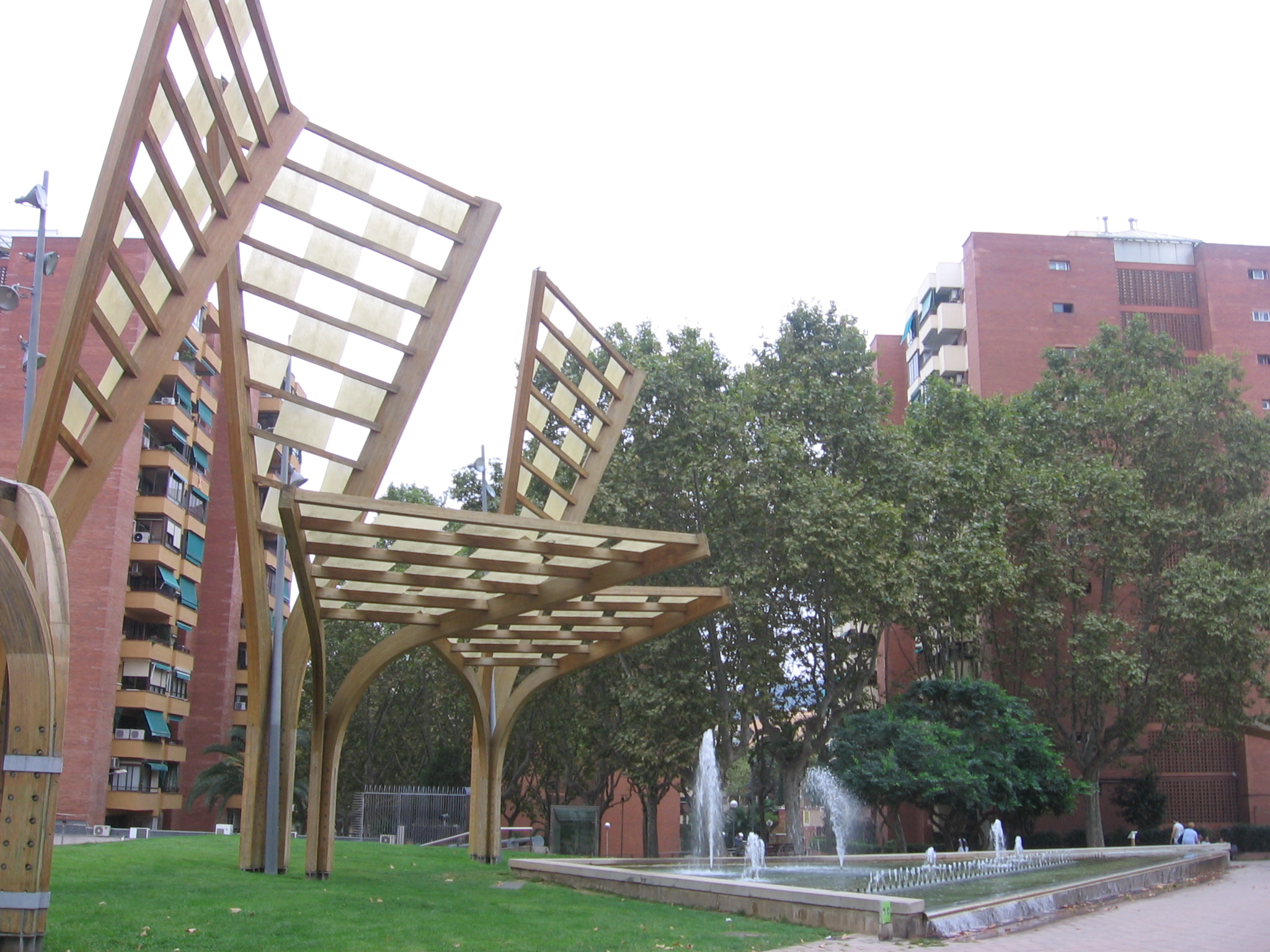
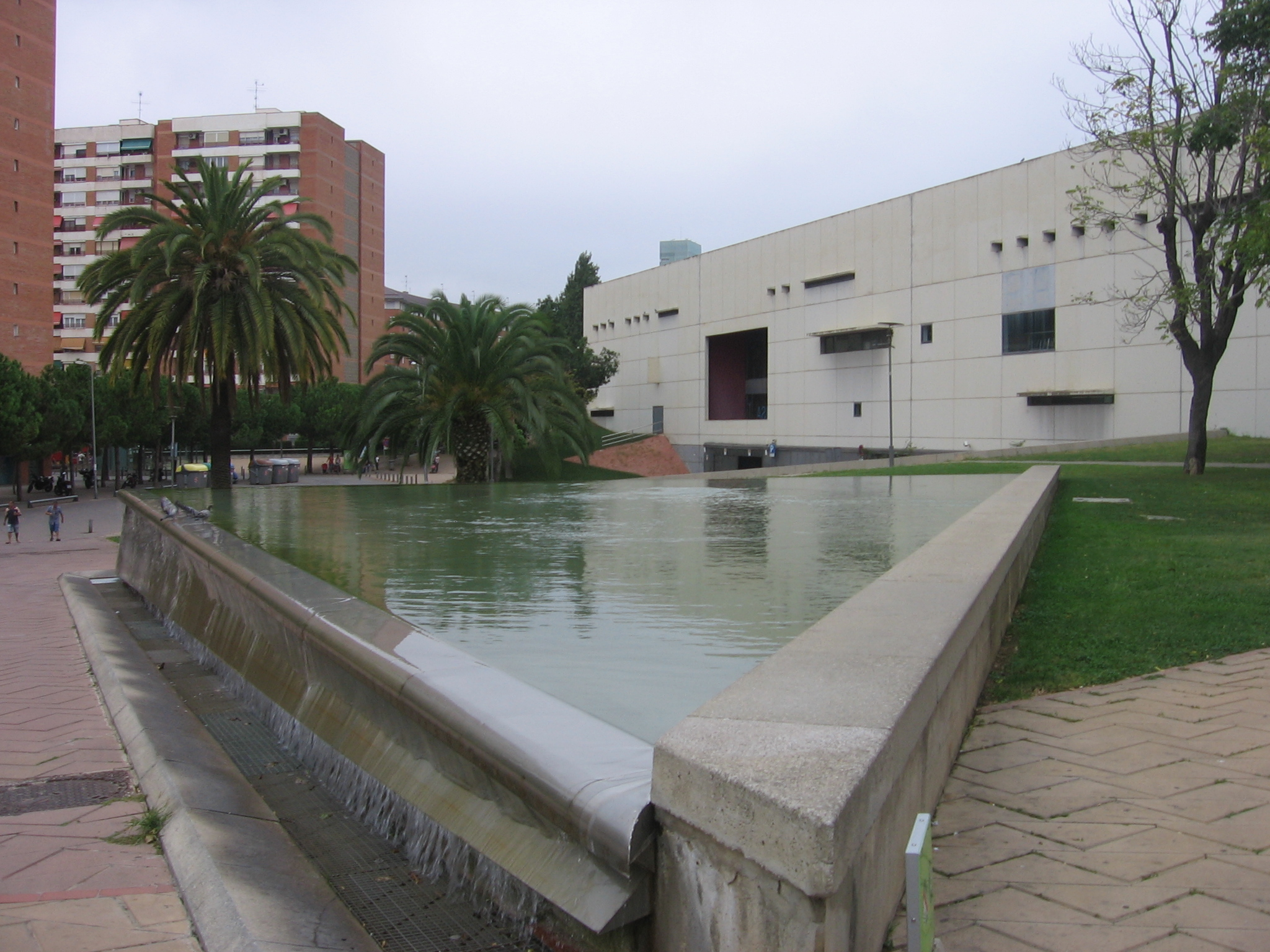
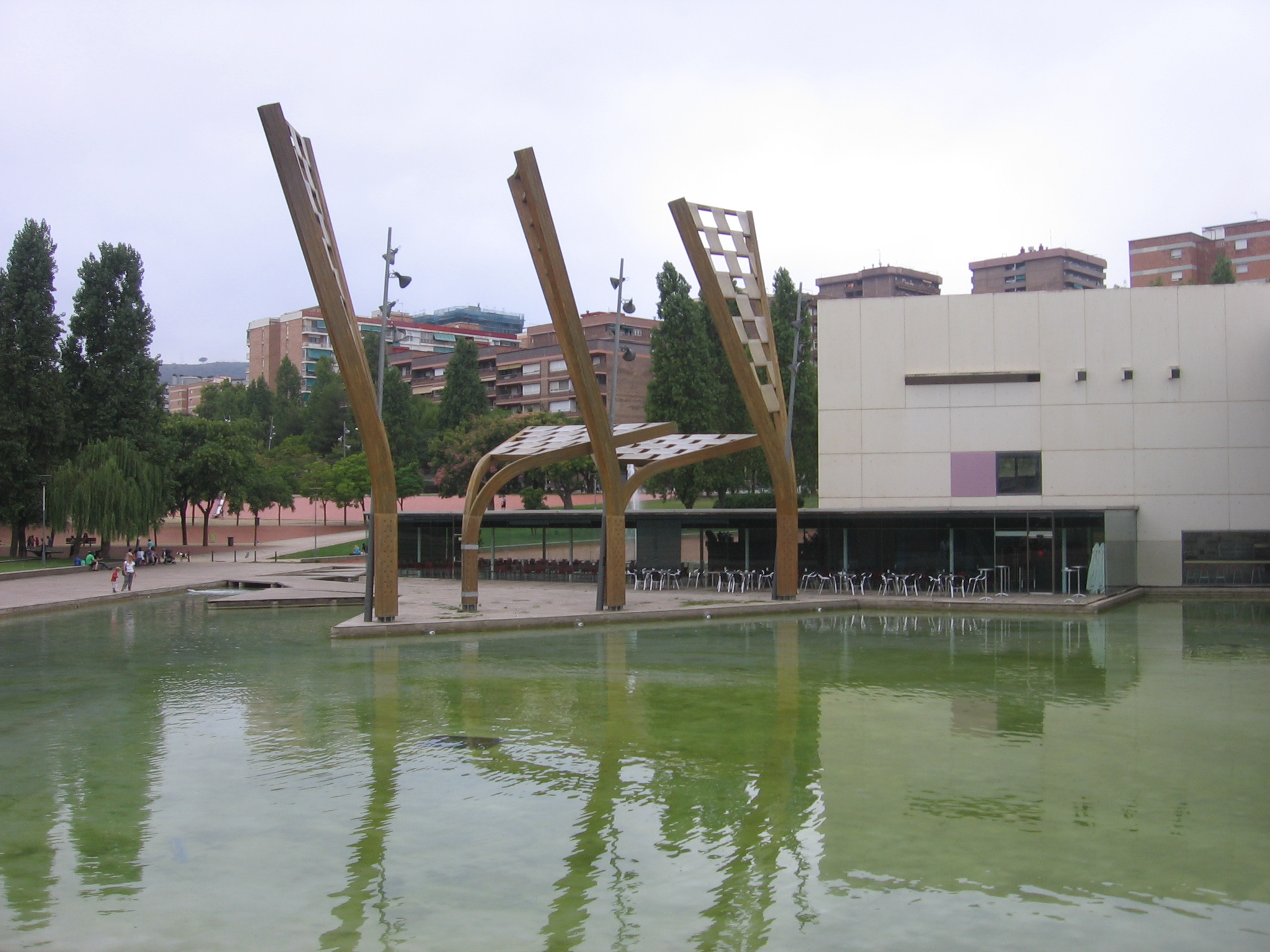
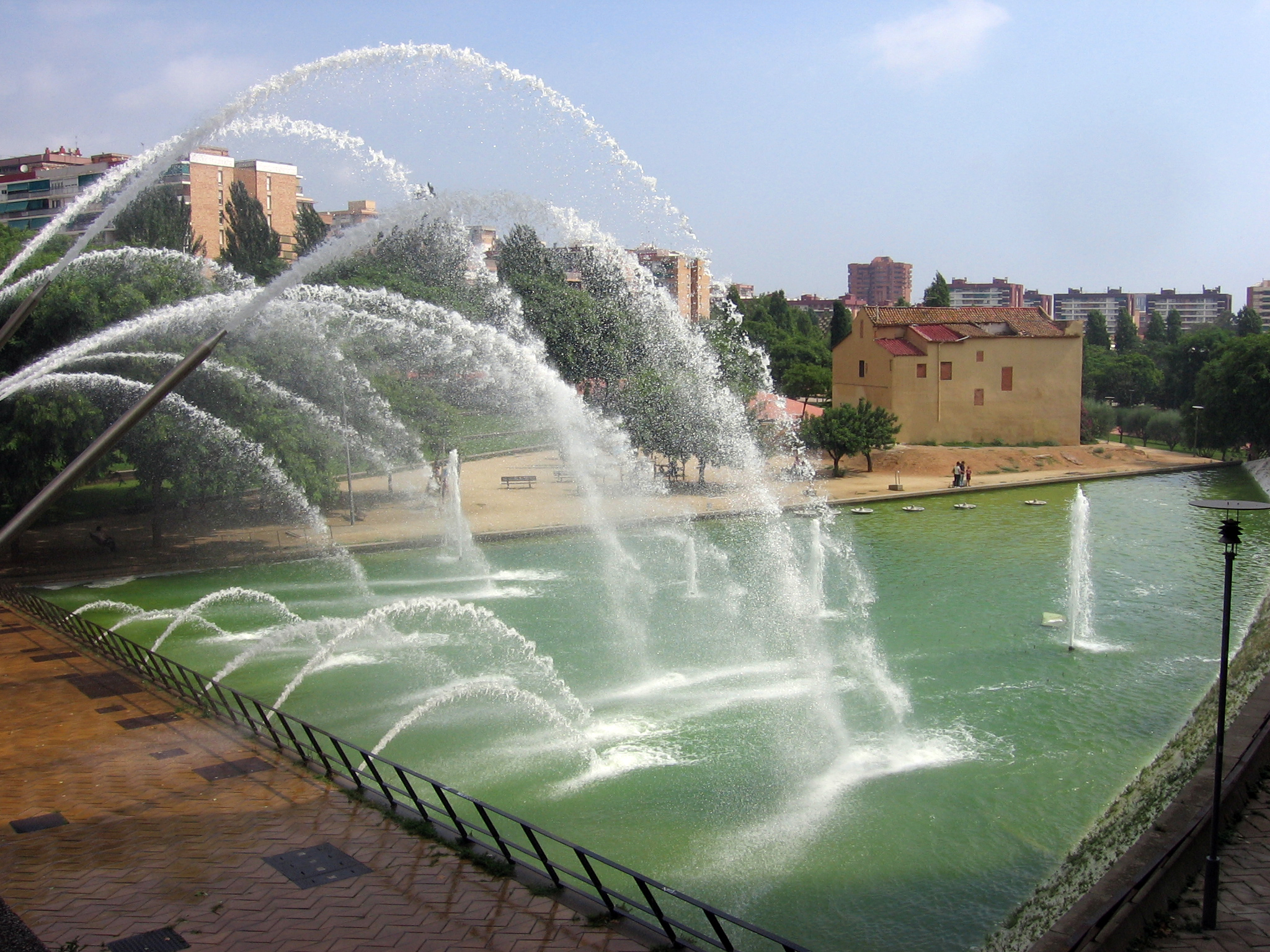
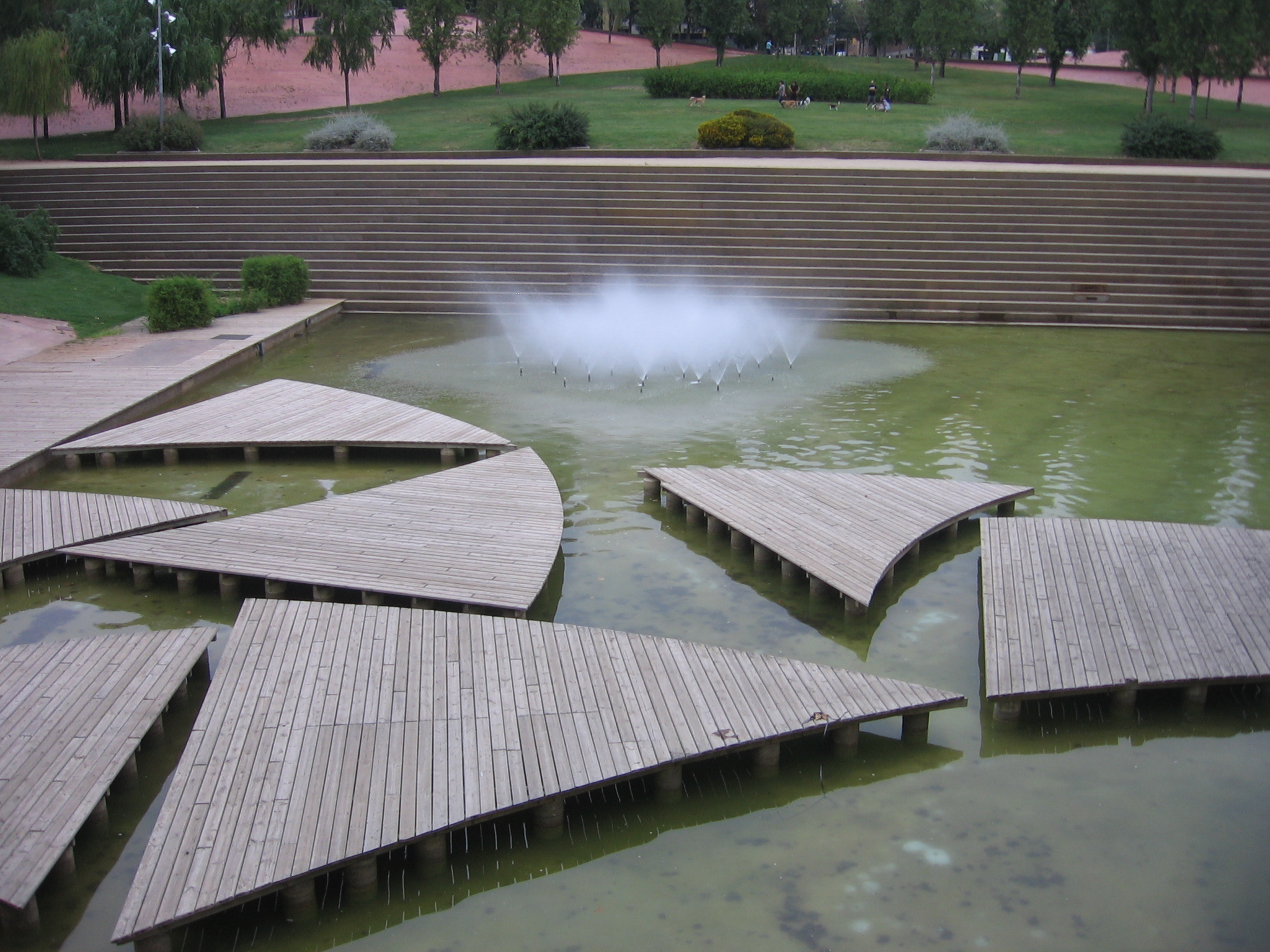